# Праздники Нидерландов

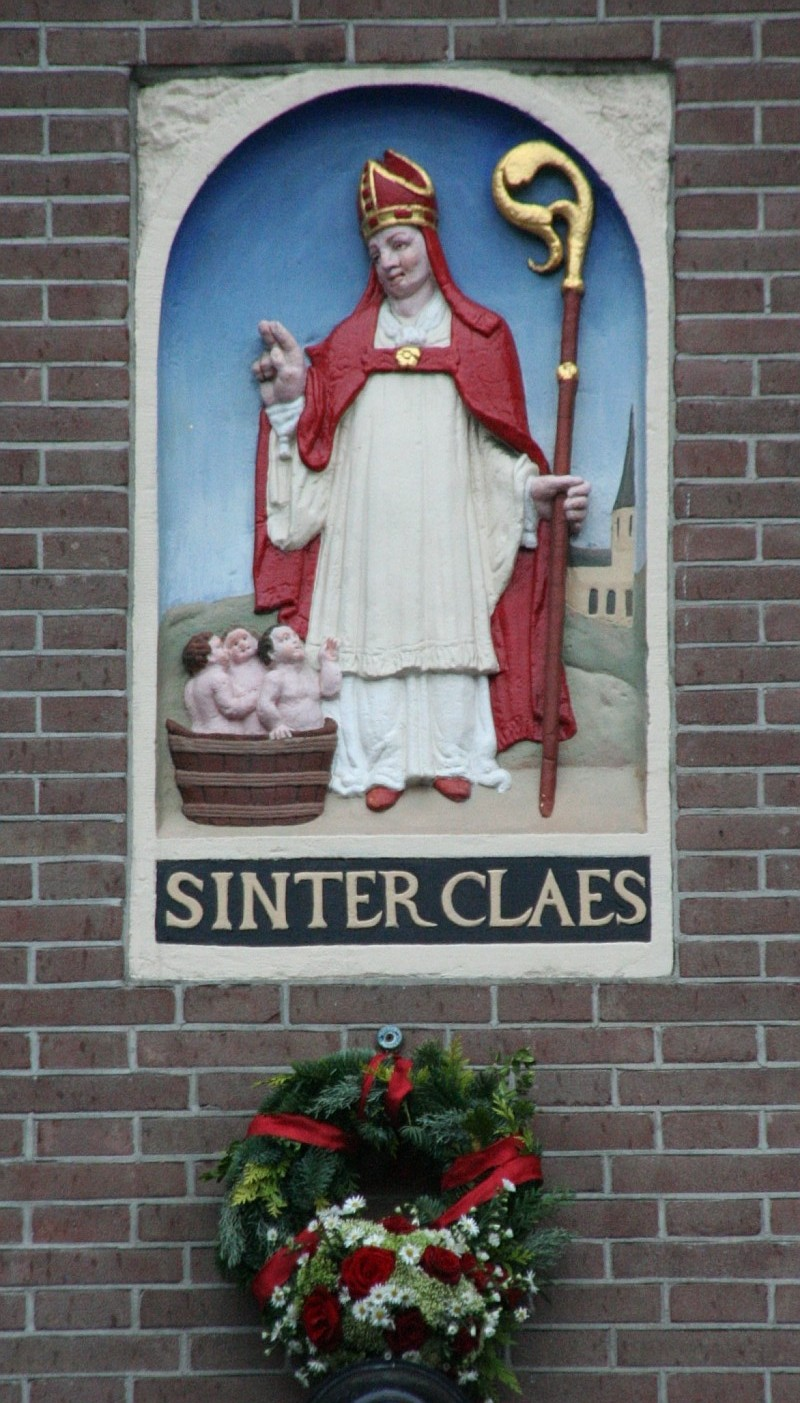
Святой Николай — покровитель Амстердама.

В Нидерландах существует 9 основных праздников.
| Дата                       | Название            | Название в Нидерландах |
| -------------------------- | ------------------- | ---------------------- |
| 1 января                   | Новый год           | Nieuwjaar              |
| Март—апрель                | Великая пятница     | Goede Vrijdag          |
| Март—апрель                | Пасха               | Pasen                  |
| 27 апреля                  | День короля         | Koningsdag             |
| 4 мая                      | День поминовения    | Dodenherdenking        |
| 5 мая                      | День освобождения   | Bevrijdingsdag         |
| Через 40 дней после Пасхи  | Вознесение Господне | Hemelvaartsdag         |
| Через 7 недель после Пасхи | День Святой Троицы  | Pinksteren             |
| 11 ноября                  | День Св. Мартина    | Het Sint-Maartensfeest |
| 25 декабря, 26 декабря     | Рождество Христово  | Kerstmis               |

Дети и взрослые также отмечают День святого Николая (нидерл. Sinterklaas) 5 декабря, хотя национальным праздником он не считается. Великая пятница и Вознесение не обязательно являются выходными днями (для коммерческих предприятий), но в большинстве государственных организаций эти дни считаются нерабочими. День освобождения является нерабочим каждые пять лет. Если такой праздник выпадает на выходные, в будние дни добавляется дополнительный праздничный день. Весьма распространен также мусульманский Праздник разговения (в Нидерландах называется Suikerfeest), которые в последние годы стал рассматриваться людьми как национальный, формально не являясь таковым.
В графике отпусков и расписаний учебных заведений также каждый год предусматривается один день на похороны члена королевской семьи. Если никто из членов королевской семьи не скончался, день добавляется к отпуску, а назначенные занятия отменяются.